# Jorge I de Kiev
Jorge I de Kiev, nascido Jorge ou Iuri Vladimiroviche (em russo: Юрий Владимирович; romaniz.: Iuri Vladimirovitch) e comumente chamado Jorge ou Iuri Longímano (em latim: Georgius Longimanus; em russo: Юрий Долгорукий; romaniz.: Iuri Dolgorukii), foi um nobre ruríquida, filho mais novo de Vladimir II (r. 1113–1125). 

## Vida
Jorge era o filho mais novo de Vladimir II (r. 1113–1125). Desde 1132, era príncipe de Rostóvia. Em 1146, enviou o seu filho Ivanco para ajudar Esvetoslau II (r. 1136–1164), que por ter feito a missão de resgate do deposto Igor II (r. 1146), foi atacado por Iziaslau II e os Davidoviches em Novogárdia Sevéria. Em 4 de abril de 1147, Esvetoslau e Jorge se encontraram em Moscou. Em 1149, Iziaslau e o seu irmão Rostislau I pilharam as terras de Jorge. Em 24 de julho, Jorge respondeu marchando contra Iziaslau em Quieve. A seguir, Iziaslau declarou guerra a Esvetoslau, e este e Jorge derrotaram-o na Batalha de Pereslávia. Em 23 de agosto, Jorge tomou Quieve e foi nomeado grão-príncipe.
Em 1150, Iziaslau removeu Jorge do trono e convidou Viacheslau I para governar consigo. Em 1152, Iziaslau e seus aliados demoliram a Gorodets de Jorge, causando à retaliação dele e Esvetoslau. Em 1154, Iziaslau e Viacheslau morreram e Iziaslau III os sucedeu. Em 20 de março de 1155, Jorge depôs Iziaslau III e tomou o trono novamente, e o reteve até sua morte em 15 de maio de 1157. Os seus filhos André I, Glebo I, Miguel I e Usevolodo III envolver-se-iam na política de Quieve pelas décadas subsequentes.